# Apodemus hyrcanicus
Apodemus hyrcanicus är en däggdjursart som beskrevs av Vorontsov, Boyeskorov och Mezhzherin 1992. Apodemus hyrcanicus ingår i släktet skogsmöss och familjen råttdjur. Inga underarter finns listade.

## Beskrivning
En tämligen stor skogsmus med långa ben och öron samt en längd från nos till svansrot på 9,5 till 10,7 cm, en svanslängd mellan 9,4 och 10,7 cm och en vikt från 22 till 35 g. Pälsen på ovansidan är mörkt rödbrun och på buksidan rent vit med undantag för en diffus, gulaktig fläck på bröstets framsida.

## Ekologi
Habitatet utgörs av fuktiga lövskogar med framför allt ek, bok och avenbok. I bergstrakter når arten upp till 1 830 meter över havet. I lågländerna är arten begränsad till områdena kring södra Kaspiska havet.

## Utbredning
Denna skogsmus förekommer söder om Kaspiska havet i östra Kaukasus från sydöstra Azerbajdzjan, norra Iran och troligtvis även sydvästra Turkmenistan.

## Status
IUCN kategoriserar arten globalt som nära hotad, och populationen minskar. Anledningen är framför allt habitatförlust; den skog den lever i huggs ner och omvandlas till åkermark.